# Amarok (software)
Amarok es un reproductor de audio libre desarrollado principalmente para el entorno de escritorio KDE. Usa el framework libre Qt por lo cual es multiplataforma y funciona en sistemas operativos tipo Unix, tales como BSD, GNU/Linux y Mac OS X; así como en Microsoft Windows. Es parte de kde extragear, permitiéndole tener su propio ciclo de publicación independiente del resto de KDE. El nombre de Amarok viene del álbum Amarok de Mike Oldfield. Como la palabra Amarok (o Amaroq) significa «lobo» en Inuktitut, Amarok usa un lobo en sus logos e imágenes.
Amarok no solo es un reproductor de audio, ya que soporta de forma directa varios servicios de Internet y opciones especializadas para la gente que tienen grandes colecciones de música. Aun así, resulta fácil de usar y su equipo trabaja mucho en la facilidad de uso de los menús y las opciones.

## Características de Amarok
Sus principales características son:
- Soporte para listas de reproducción.[3]
- Indexar las colecciones de música en una base de datos MySQL.[4]

- Navegación en reproductores portátiles de música digital como iPod, iRiver iFP y dispositivos USB con VFAT para reproductores genéricos de MP3.[5]
- Posibilidad de descargar letras de Internet de diferentes sitios y ser guardadas.[2]
- Edición de etiquetas para diferentes formatos de audio (WMA, MP4/AAC, MP3, RealMedia, OGG) con información de las canciones con soporte para MusicBrainz y edición múltiple de etiquetas.[4]
- Compartir gustos musicales con otras personas mediante sitios web como Last.fm.
- Escuchar radios de Last.fm.[5]
- Soporte para podcast.
- Provee información de los artistas a través de la Wikipedia, en el idioma elegido.[6]
- Administrador de portadas integrado con la descarga automática de la portada del álbum desde Amazon.com.
- Sistema doble de puntuación de música, uno automático y otro manual. El automático tiene en cuenta el tiempo y el número de veces que se reproduce cada canción.
- Soporte para estadísticas.
- Ecualizador gráfico de 11 bandas.
- Asistente inicial para una sencilla configuración.
- Una interfaz de script potente, permitiendo a Amarok ser extendido a través de QtScript.
- Mover y renombrar ficheros basados en etiquetas o situación en la colección.
- Filtrado de la colección, como canciones más recientes, mejor valoradas, más reproducidas, etc.
- Soporte CUE Player (reproducción de archivos de audio tomando como referencia el Cue sheet).

### Amarok 2
Amarok 2.0 fue publicado el 10 de diciembre de 2008. A partir de Amarok 2.0 se hizo uso de las tecnologías de KDE 4, como Phonon para el sonido y Solid para la interacción con dispositivos, junto con un amplio uso de SVG y de Plasma para la nueva interfaz. Además, tiene también una mejor integración con servicios en línea como Magnatune, Jamendo, Ampache y MP3tunes, servicios ya funcionales. 
Un robusto marco de los servicios hará que agregar soporte para otros servicios sea mucho más fácil. Esta versión también añade soporte para Windows y Mac OS X.
Novedades:[cita requerida]
- Extraer etiquetas desde el nombre del archivos.
- Applet para ver el contenido de los álbumes.
- Detección automática de los caracteres no UTF-8 en los metadatos.
- Mejoras en las listas de reproducción Dynamic/Biased.
- Soporte de los QtBindings para los scripts.

Cambios:
- El escaneo de la colección ahora también admite imágenes BMP.
- Actualizada la API D-Bus.
- Actualizada la API de QtScripst.
- Uso de Phonon para la reproducción de audio.
- Se añade a la vista contextual el applet de «Canción reproduciéndose».
- El applet de «Canción reproduciéndose» ahora muestra un mensaje cuando ninguna pista se está reproduciendo.
- Los applets no parpadean en los cambios de canción.

## Bifurcaciones
La transición de la versión 1.4 a la 2 fue criticada por algunos usuarios. Como consecuencia, se desarrollaron nuevos proyectos sobre la base de la versión 1.4 de Amarok.
- Pana es un fork de Amarok 1.4, con la intención es mantener el programa original.[7]
- Clementine es un fork de Amarok 1.4 hecho con el framework Qt 4.[8]
- Exaile es un fork en GTK+ de Amarok 1.4.

## Historial de lanzamientos
| Color    | Situación                              |
| -------- | -------------------------------------- |
| Rojo     | Versiones antiguas y no soportadas     |
| Amarillo | Versiones antiguas pero aún soportadas |
| Verde    | Versión actual                         |
| Azul     | Versiones futuras                      |

| Versión Mayor | Codename            | Revisiones | Fecha      | Notas |
| ------------- | ------------------- | ---------- | ---------- | --- |
| 0.5           | ??                  | 0.5.0      | 2003-06-23 | Versión Inicial |
| 0.6           | ??                  | 0.6.0      | 2003-09-20 | ?? |
| 0.7           | ??                  | 0.7.0      | 2003-11-16 | Es Posible cambiar el tamaño de las columnas y se añade fade entre canciones. |
| 1.0           | ??                  | 1.0.0      | 2004-06-17 | Es posible buscar en 'colección', por los archivos y carátulas desde Amazon. Se añaden estadísticas. |
| 1.1           | I am a rock         | 1.1.0      | 2004-09-27 | Añadida la calificación de canciones para Xine, MAS y K3b. |
| 1.2           | ??                  | 1.2.0      | 2005-02-14 | Soporte para iPods, Audioscrobbler, MySQL y un navegador de themes. |
| 1.3           | Airborne            | 1.3.0      | 2005-08-14 | Nuevo navegador de Playlists, trabaja la interfaz, playlists dinámicos, soporte para pódcast, cambios relativos en playlists, cola de playlist, integración con Wikipedia y cuesheets. |
| 1.3           | Airborne            | 1.3.9      | 2006-03-26 | Motores Helix y GStreamer, bella interfaz, funciona el soporte para podcast. |
| 1.4           | Fast Forward        | 1.4.0      | 2006-05-17 | Añadido soporte para dispositivos móviles, arreglos sobre el uso de memoria y diseño de la interfaz, integración con Last.FM en el contexto del navegador, la reproducción de gapless usa Xine, las letras de canciones ahora son obtenidas por medio de scripts, integración avanzada con Wikipedia, ripeo de CD vía arrastrando y soltando, mejoras en la manipulación de podcats. |
| 1.4           | Fast Forward        | 1.4.1      | 2006-07-02 | Mejoras en rendimiento y usabilidad, nombre cambiado de amaroK a Amarok, streams desde Last.FM, calificación vía scripts. |
| 1.4           | Fast Forward        | 1.4.2      | 2006-08-22 | Cliente DAAP, soporte para dispositivos MTP, colección dinámica, estaciones de Last.FM personalizables. |
| 1.4           | Fast Forward        | 1.4.3      | 2006-09-05 | AFT (Amarok File Tracking). |
| 1.4           | Fast Forward        | 1.4.4      | 2006-10-30 | Integración con Magnatune, 3 diferentes caminos de hacer crossfading con los motores Xine y helix. |
| 1.4           | Fast Forward        | 1.4.5      | 2007-02-04 | SHOUTcast streams, etiquetas. |
| 1.4           | Fast Forward        | 1.4.6      | 2007-06-21 | Nuevo set de iconos, soporte con Rockbox. |
| 1.4           | Fast Forward        | 1.4.7      | 2007-08-13 | Actualizados los iconos y Cool Streams. |
| 1.4           | Fast Forward        | 1.4.8      | 2007-12-20 | Añadido/mejorado el soporte para los últimos iPods (usando libgpod3): 6th-Generación de iPod Classic, 3rd-Generación de iPod Nano y iPod Touch |
| 1.4           | Fast Forward        | 1.4.9      | 2008-04-09 | Solo publicado en Kubuntu, corrección importante de errores, por lo que tiene inmediatamente sustituida por 1.4.9.1 |
| 1.4           | Fast Forward        | 1.4.9.1    | 2008-04-12 | Traducciones actualizadas y eliminación de bugs. |
| 1.4           | Fast Forward        | 1.4.10     | 2008-08-13 | Actualización de seguridad muy importante |
| 2.0           | In the beginning    | 2.0.0      | 2008-12-10 | Completo rediseño de la interfaz, añadidas muchas mejoras en la interfaz, integración con KDE 4 gracias a QT4, primer ciclo de vida para Microsoft Windows y Mac OS X |
| 2.0           | Magellan            | 2.0.1.1    | 2009-01-11 | Búsquedas con filtros en la lista de reproducción, la repetición al finalizar la cola de reproducción o una canción. |
| 2.0           | Only Time Will Tell | 2.0.2      | 2009-03-05 | Corrección de errores que aumentaron la estabilidad. |
| 2.1           | Let There be Light  | 2.1.0      | 2009-06-03 | Soporte nativo de ReplayGain, refactorización de la vista contextual, editor del diseño de la lista de reproducción, Amarok URLs y marcadores |
| 2.1           | Oceanía             | 2.1.1      | 2009-06-17 | Gran corrección de errores |
| 2.2           | Sunjammer           | 2.2.0      | 2009-10-01 | Edición del diseño, navegación "breadcrumb" en el explorador de la colección, y grandes mejoras en el ordenamiento y edición de la lista de reproducción |
| 2.2           | Weightless          | 2.2.1      | 2009-11-16 | Corrección de errores, novedades en el manejo de pódcast, mayor eficiencia a la hora de escanear la colección, y un Script Updater, entre otras muchas novedades. |
| 2.2           | Maya Gold           | 2.2.2      | 2010-01-11 | Mejoras y muchas correcciones de errores. La "Moodbar" esta de vuelta, mayor facilidad para editar las letras y de soporte de podcast. |
| 2.3           | Clear Light         | 2.3.0      | 2010-03-15 | Mayor madurez, mejoras en el soporte de podcast, lista de reproducción, nueva barra de reproducción y más. |
| 2.3           | The Bell            | 2.3.1      | 2010-05-31 | Generador de listas de reproducción automatizado, 2 nuevos applets para la Vista de Contexto, mejora en la descarga de covers, y muchas correcciones de errores y pequeñas mejoras |
| 2.3           | Moonshine           | 2.3.2      | 2010-09-20 | La Colección Dinámica recibió muchas correcciones y ahora debería funcionar mejor con discos duros y dispositivos USB, compatible con KDE SC 4.5, entre otras correcciones. |
| 2.4           | Slipstream          | 2.4.0      | 2011-01-15 | Mejora significativa de rendimiento, usabilidad y estabilidad; capacidad de usar iPod Touch 3G, permite convertir canciones desde un formato de archivo a otro, compatibilidad con colecciones UPnP. |
| 2.4.1         | Resolution          | 2.4.1      | 2011-05-08 | Mejoras en el módulo de Letras de canciones para iPod, junto con colecciones remotas. También, hay mejoras en la previsualización de los cambios de "Organizar Colección". |
| 2.4.2         | Nightshade          | 2.4.2      | 2011-07-07 | Habilita arrastar y soltar colecciones en contenidos locales y directamente desde la lista de reproducción. |

## Soporte
Como proyecto de software libre, Amarok disfruta de un amplio equipo de soporte en varios idiomas, a los que se puede acceder yendo a los canales IRC correspondientes de la red IRC freenode: #amarok (enlace roto disponible en Internet Archive; véase el historial, la primera versión y la última). (inglés), #amarok-es (español), #amarok-de (alemán), etc.